# Aqüeducte Dosrius
|  | No s'ha de confondre amb l'aqüeducte de Dosrius a Figaró-Montmany. |

L'Aqüeducte Dosrius és una conducció que transportava aigua des de la localitat de Dosrius (Maresme) fins a Barcelona on arribava a uns dipòsits situats al Guinardó. Va entrar en funcionament al 1871 i va estar operatiu fins a mitjans del segle xx, quan el sistema va quedar obsolet.
A la localitat de Dosrius es preserven elements d'aquesta conducció, com la Casilla Courtin que permetia accedir a les mines de captació i al llarg del Maresme es preserven alguns trams. A Barcelona en queda únicament un tram, es coneix l'aqüeducte de Can Quintana.
Existeixen discrepàncies sobre el tram del Parc Central de Nou Barris de Barcelona, catalogat com a Bé Cultural d'Interès Local. Unes informacions apunten que es tracta de l'Aqüeducte de Dosrius i d'altres que és el del Baix Vallés.

## Descripció de l'aqüeducte del Parc Central de Nou Barris
Tres grans arcs de mig punt aguanten el pas per on circulava l'aigua. Aquesta canalització actualment està oberta i és transitable. A banda i banda dels arcs unes pilastres ressegueixen el mur fins a arribar a unes torretes que flanquegen el pas. Aquestes són de planta quadrangular, obertes pels costats que s'obren a l'aqüeducte i amb petites finestres d'arc de mig punt als murs laterals i una cornisa a la part superior. En un dels costats, a continuació de la pilastra, hi ha una petita obertura de pas d'arc de mig punt. El parament és de paredat irregular amb alguns elements en maó com l'intradòs dels arcs, les cantonades i les cornises.

## Història
Aquesta obra formava part de la conducció d'aigua d'uns 50 km de llargària que va construir l'empresa Palau, Garcia i companyia per abastir la ciutat. Portava l'aigua des de Dosrius, al Maresme, fins a Gràcia, i subministrava entre 20.000 i 40.000 metres cúbics diaris. L'empresa va ser comprada per capital francès i reconvertida en la Société Générale des Eaux de Barcelone, l'origen de la Societat General d'Aigües de Barcelona. Es va explotar el canal fins a mitjans dels anys 50, moment en què la ciutat va superar els 1,5 milions d'habitants i es va iniciar la canalització del riu Ter.